# 하타가사코촌
하타가사코촌(畑迫村)은 일본 시마네현 가노아시군에 설치되었던 촌이다. 현재의 쓰와노정의 일부에 해당한다. 원리 이름은 기주우촌(時雨村, きじゅうむら)였다.